# Talisman (Schiff, 1862)
Die Talisman war ein 1862 gebautes französisches Dampfschiff, das für die Tiefseeforschung genutzt wurde.

## Das Schiff und die Ausrüstung
Durch das Insistieren von Alphonse Milne-Edwards (1835–1900) und Léopold de Folin (1817–1896) über das Ministres de la Marine et de l’Instruction publique, konnte Admiral Jean Bernardin Jauréguiberry (1815–1887), ministre de la Marine (in den Zeiträumen von 1879–1880 und 1882–1883) überzeugt werden, ein leistungsfähigeres Schiff, die Talisman zur Verfügung zu stellen.
Die Talisman hatte eine Länge von 70 Metern und eine Wasserverdrängung von 1270 Tonnen (Schiffsmaße). Die Talisman war seetüchtiger als das bisherige Forschungsschiff Travailleur und wurde von einer stärkeren Dampfmaschine als dieses angetrieben. Sie erhielt auch eine weitaus komplexere Ausrüstung als die Travailleur, so standen für die Explorationen des Meeresgrundes 8000 Meter Stahldraht mit einem Durchmesser von 10 Millimeter zur Verfügung. Dieser Stahldraht wurde mit Hilfsmaschinen bestehend aus einer Winde mit einer riesigen Trommel bewegt. Die Winde für den Bagger und die Schleppnetze treuil pour remonter les dragues ou les chaluts (Dredschzüge) des französischen Expeditionsschiffes Talisman arbeitete mit 25 PS (18,39 kW) und hat damals bei Jules Le Blanc, Ingenieur-Constructeur aus Paris, 13.650 Francs gekostet.

## Fahrten
Das Schiff unter dem Kommando von Captain J. Parfait, der im Vorjahr die gleiche Position auf der Travailleur besetzt hatte, verließ den Hafen von Rochefort am 1. Juni 1883, mit an Bord Alphonse Milne-Edwards vom Muséum national d'Histoire naturelle und einer wissenschaftlichen Kommission, welche vom Ministres de la Marine et de l’Instruction publique ernannt worden war.
Im Laufe ihrer dreimonatigen Forschungsreise vom Freitag, den 1. Juni bis Freitag, den 31. August 1883, holte die Talisman 140 Bagger- und Schleppnetzproben ein. Die meisten davon aus einer Meerestiefe von 1000 bis 5000 Metern. Es konnte dadurch eine erhebliche zoologische Sammlung, angehäuft werden.
Die Talisman erkundete die Küsten von Portugal und Marokko, besuchte die Kanaren und die Kapverdischen Inseln, durchzog die Sargassosee, und nach einem kurzen Aufenthalt auf den Azoren kehrte sie, nach ihren Explorationen, auf dem Weg nach Frankreich in den Golf von Gascogne zurück.
Jules Richard hatte schon für die französische Expedition an Bord der Travailleur einen großen Schöpfapparat mit Hahnverschluss angewandt und diesen verbessert auch auf der Talisman installiert.

## Hintergrund
Schon der französische Naturforscher François Auguste Péron (1774–1810) regte mit seiner Behauptung, dass der Boden des Ozeans mit Eis bedeckt sei, die Diskussion über das Tiefseeleben an.
Der britische Naturforscher Edward Forbes (1815–1854) stellte 1841 die Hypothese auf, dass das Meeresleben in zunehmender Tiefe immer artenärmer würde, somit in der Tiefsee unterhalb von 300 Faden Tiefe (ca. 500 m) eine azoische Zone sei, in der keinerlei Leben existierte (Abyssus-Theorie). Oder anders formuliert, dass die Artenvielfalt im Meer rasch mit der Tiefe abnimmt.
Erkenntnisse, die durch technische Schwierigkeiten beim Verlegen transatlantischer Kabel (Seekabel) gewonnen wurden, mussten dieser Überlegung widersprechen. Nach vielen Vorversuchen gelang es am 16. August 1858 das erste länger funktionierende Tiefseekabel zwischen Südwestirland und Neufundland zu verlegen. Als dieses im September 1858 versagte und aus etwa 2000 m Tiefe geborgen wurde, stellte man fest, dass es von Lebewesen besiedelt war.
Diese und noch andere ähnliche Funde an Tiefseekabeln veranlassten den Briten Sir Charles Wyville Thomson (1830–1882) mit zwei kleinen Marineschiffen – mit dem Kanonenboot Lightning 1868 und dem Wachtschiff Porcupine 1869 – zu einer systematischen Tiefsee-Expedition aufzubrechen. Er wurde von dem britischen Naturforscher William Benjamin Carpenter (1813–1885) begleitet. Ch. W. Thomson arbeitete auch mit dem Norweger Michael Sars (1805–1869) zusammen. Letzterer sammelte vor den Lofoten Tiefseeproben.

## Nach dem Schiff Talisman benannte Taxa
(Quelle:)
- Stephonyx talismani, Chevreux, 1919
- Ypsilothuria talismani, E. Perrier 1886
- Euspira talismaidg.wdgtni, Bouchet & Waren, 1993
- Fuscapex talismani, Bouchet & Waren, 1986
- Euonyx talismani, Chevreux, 1919
- Parapontophilus talismani, Crosnier & Forest, 1973
- Gebiacantha talismani, Bouvier, 1915
- Ethusina talismani, A. Milne-Edwards & Bouvier, 1897
- Mastigoteuthis talismani, Fischer & Joubin, 1907
- Amigdoscalpellum talismani, Gruvel, 1900
- Neomorphaster talismani, Perrier, 1885